# 原臺南農校日式宿舍群
原臺南農校日式宿舍群是臺灣臺南市的文化資產，位於永康區國立臺南大學附屬高級中學對面，因為是臺南大學附屬高中（原臺南農校）創校之初留存的建築，故經勘查後於民國九十八年（2009年）8月18日公告為歷史建築。

## 歷史

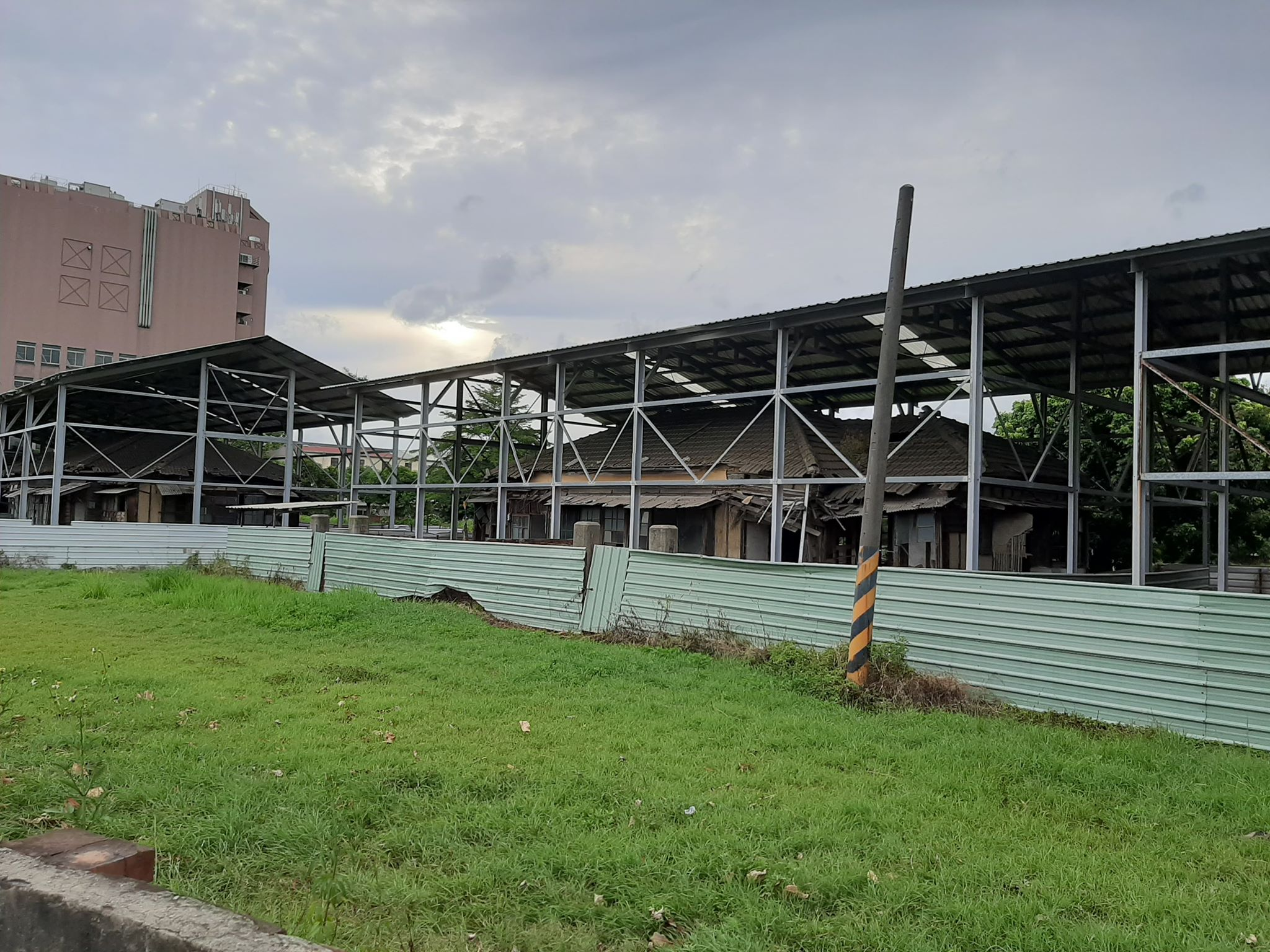
原臺南農校日式宿舍群已加蓋鐵皮

在日治時期的昭和十四年（1939年），臺南州立臺南農業學校（今國立臺南大學附屬高級中學）成立，1940年開始興建宿舍，1943年完工，共計有一棟校長宿舍與五棟十間主任級宿舍，佔地約有二公頃。
1945年二戰之後，宿舍群依然做為臺南農校的教職員工宿舍使用，直到2001年左右才因屋舍老舊停用閒置。而原有的宿舍數量只剩下四棟八間，而在閒置之後為避免他人闖入，周圍有用鐵板圍住。
2009年時獲臺南縣政府登錄為歷史建築。因宿舍群長期受到日曬雨淋等自然因素影響，其結構遭到受損，為避免持續性的破壞，遂於2013年開始興建鋼棚以保護建物，至2016年鋼棚才全部完工。2024年5月6日，國家住宅及都市更新中心利用原農校宿舍區空地（原已規劃為住宅區）的正強安居社會住宅動工；5月13日，臺南市政府向文化部申請新台幣1.5億元進行的「原臺南農校日式宿舍群古蹟修復工程」動工。